# Treschenu-Creyers
Treschenu-Creyers è un comune francese di 137 abitanti situato nel dipartimento della Drôme della regione dell'Alvernia-Rodano-Alpi.

## Geografia fisica
Treschenu-Creyers è situato a 14 km al nord di Châtillon-en-Diois e a 28 km ad est di Die (Francia).

## Società

### Evoluzione demografica
Abitanti censiti